# Neobop
Mit Neobop wird eine Stilrichtung des Jazz bezeichnet, die als Folge des wiederkehrenden Interesses am Bebop und Hardbop ab dem Ende der 1970er entstanden ist.

## Publikumsinteresse
Ekkehard Jost beschreibt das Interesse des Publikums am Neobop damit, dass dieser „nach den Zeiten der Verunsicherung durch den Free Jazz und den Jahren der Reizüberflutung durch den Electric Jazz“ wie „eine Oase des Friedens, der Entspannung, der Sicherheit“ erschien; der Neobop passte „ganz offensichtlich“ zu dieser „Bewusstseinslage und ... den aus ihr resultierenden Bedürfnissen“. Der Neobop baute auf einer Art Bebop-Revival auf, das maßgeblich durch das neue Quintett von Dexter Gordon und dessen Platte Homecoming (1976) geprägt wurde, als dieser nach langjähriger Abwesenheit erstmals wieder in den USA auftrat.

## Ausbildung des Neobop
In ihrer Neuausgabe des Jazzbuchs von 1991 beschreiben Joachim-Ernst Berendt und Günther Huesmann den Neobop einerseits als Weiterentwicklung eines Hauptstromes, dessen Gruppen bereits zwanzig Jahre zuvor gebildet wurden, und andererseits als Stilrichtung neu geformter Ensembles. Die Neobop-Bewegung der 70er brachte auch neue Gruppen, wie das Quintett des 1989 verstorbenen Woody Shaw hervor, das „einen maßgeblichen Beitrag zur Aussöhnung von Bebop einerseits und modalem Spiel andererseits leistete“.
Für die zahlreichen Ensembles der 1980er Jahre, die Berendt/Huesmann als „Gruppen des Klassizismus des Bebop“ bezeichneten, galten Blakeys diverse Jazz Messengers-Ausgaben als Sprungbrett für die Gruppen, die die Bebop-orientierte Spielweise stilistisch verfeinerten und erweiterten: die Wynton Marsalis Band, das Branford Marsalis Quartett, das Terence Blanchard/Donald Harrison Quintett, die Mulgrew Miller Band und die Gruppe des Trompeters Wallace Roney. Als Ziel dieser Bands nennen die Autoren den „Gedanken der musikalischen Integration“, den „Zusammenhalt und die kommunikative Dichte in einer Gruppe zu schaffen“. Vorbild sei dabei vor allem für das Blanchard/Harrison-Quintett das zweite Miles-Davis-Quintett der 1960er Jahre gewesen.
Danach kamen weitere Bands wie die von Nicholas Payton oder Joshua Redman. Egal ob sich dabei klassischer Bebopthemen angenommen wird oder nicht, so handelt es sich auf keinen Fall um ein schlichtes “Revival”. Vielmehr unterscheidet sich das Spiel deutlich von dem der 1940er Jahre, da harmonische Errungenschaften der dazwischen liegenden Zeit (z. B. die modale Jazzimprovisation), neue Instrumentaltechniken (z. B. Multiphonics oder Clusterakkorde), aber auch die bessere Verstärkung (die z. B. den Einsatz von Flageoletttönen oder perkussiven Effekten erlaubt) den Aufbau und die Entwicklung der Stücke deutlich beeinflussen. Ein besonderes Attribut des Neobop ist das Straight-Ahead-Spiel.